# Boussois
Boussois est une commune française située dans le département du Nord, en région Hauts-de-France.
Adhérente à l'intercommunalité de l'Agglomération Maubeuge Val de Sambre, la commune de Boussois fait également partie de l'unité urbaine de Maubeuge qui est la cinquième du département du Nord.

## Géographie

### Localisation
La ville de Boussois se trouve dans le bassin de la Sambre à quelques kilomètres de la frontière avec la Belgique. La ville est située entre les villes d'Assevent à l'ouest, d'Élesmes au nord, de Marpent à l'est et de Recquignies au sud.
| Élesmes  | Vieux-Reng  |         |
| Assevent | Boussois    | Marpent |
|          | Recquignies |         |

### Hydrographie

#### Réseau hydrographique
La commune est située dans le bassin Artois-Picardie. Elle est drainée par la Sambre canalisée et le ruisseau de l'Escrière,.
La Sambre canalisée est un canal, chenal et un cours d'eau naturel, d'une longueur de 101 km, qui prend sa source dans la commune de Rejet-de-Beaulieu, s'écoule vers le nord-est et franchit la frontière belge au droit de Jeumont. Les caractéristiques hydrologiques de la Sambre canalisée sont données par la station hydrologique située sur la commune. Le débit moyen mensuel est de 13,3 m3/s. Le débit moyen journalier maximum est de 161 m3/s, atteint lors de la crue du 10 janvier 2011. Le débit instantané maximal est quant à lui de 166 m3/s, atteint le même jour.

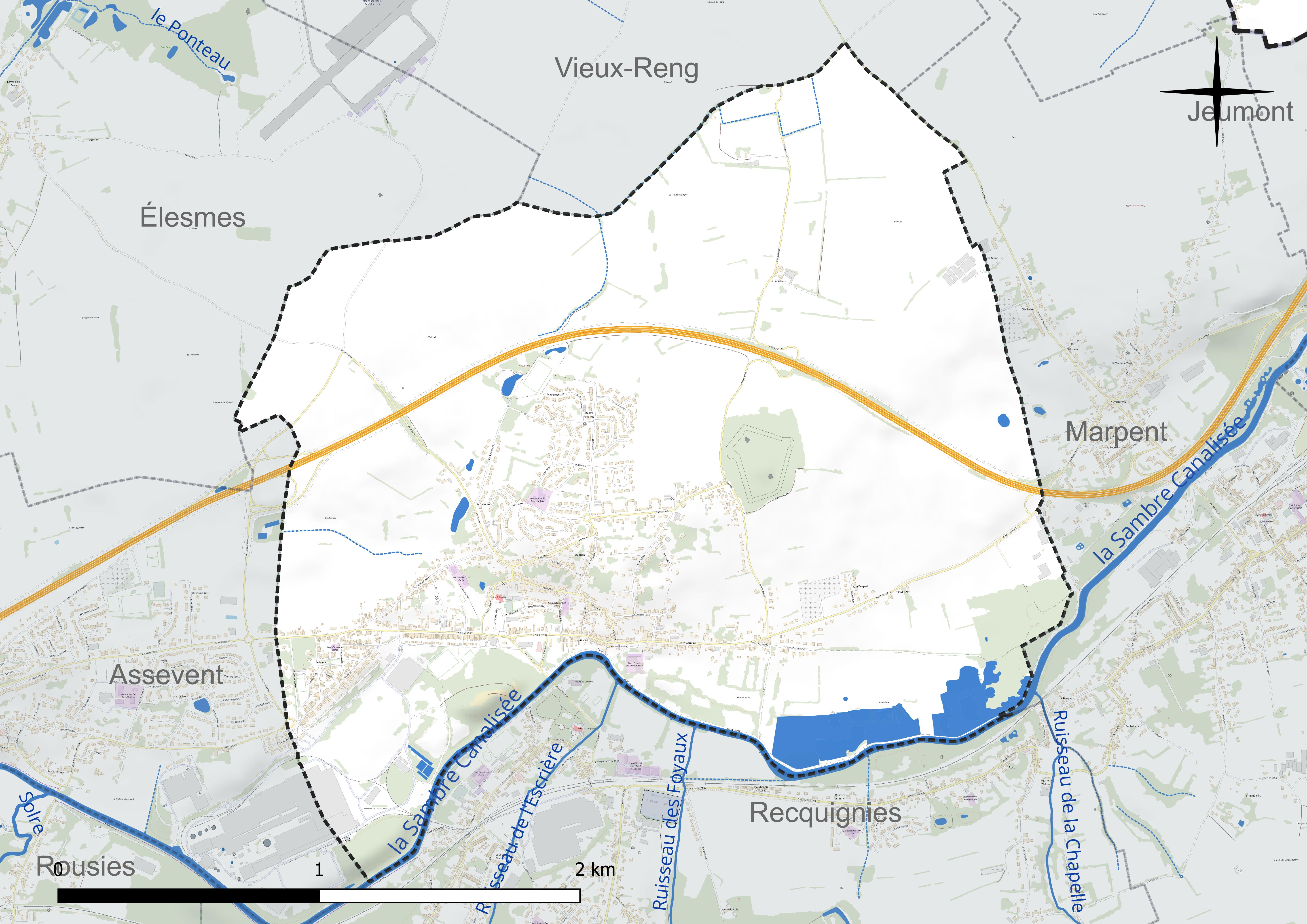
Réseau hydrographique de Boussois.

#### Gestion et qualité des eaux
Le territoire communal est couvert par le schéma d'aménagement et de gestion des eaux (SAGE) « Sambre ». Ce document de planification concerne un territoire de 1 253 km2 de superficie, délimité par le bassin versant de la Sambre. Le périmètre a été arrêté le 1er novembre 2003 et le SAGE proprement dit a été approuvé le 21 septembre 2012, puis modifié le 18 août 2022. La structure porteuse de l'élaboration et de la mise en œuvre est le syndicat mixte du Parc naturel régional de l'Avesnois.
La qualité des cours d'eau peut être consultée sur un site dédié géré par les agences de l'eau et l'Agence française pour la biodiversité.

### Climat
Pour des articles plus généraux, voir Climat des Hauts-de-France et Climat du Nord.
En 2010, le climat de la commune est de type climat des marges montargnardes, selon une étude du CNRS s'appuyant sur une série de données couvrant la période 1971-2000. En 2020, Météo-France publie une typologie des climats de la France métropolitaine dans laquelle la commune est exposée à un climat océanique altéré et est dans la région climatique  Nord-est du bassin Parisien, caractérisée par un ensoleillement médiocre, une pluviométrie moyenne régulièrement répartie au cours de l'année et un hiver froid (3 °C).
Pour la période 1971-2000, la température annuelle moyenne est de 10 °C, avec une amplitude thermique annuelle de 15,1 °C. Le cumul annuel moyen de précipitations est de 879 mm, avec 12,5 jours de précipitations en janvier et 9,6 jours en juillet. Pour la période 1991-2020, la température moyenne annuelle observée sur la station météorologique la plus proche, située sur la commune de Saint-Hilaire-sur-Helpe à 20 km à vol d'oiseau, est de 10,5 °C et le cumul annuel moyen de précipitations est de 802,4 mm,. Pour l'avenir, les paramètres climatiques de la commune estimés pour 2050 selon différents scénarios d'émission de gaz à effet de serre sont consultables sur un site dédié publié par Météo-France en novembre 2022.

## Urbanisme

### Typologie
Au 1er janvier 2024, Boussois est catégorisée ceinture urbaine, selon la nouvelle grille communale de densité à sept niveaux définie par l'Insee en 2022.
Elle appartient à l'unité urbaine de Maubeuge (partie française), une agglomération internationale regroupant 22  communes, dont elle est une commune de la banlieue,,. Par ailleurs la commune fait partie de l'aire d'attraction de Maubeuge (partie française), dont elle est une commune de la couronne,. Cette aire, qui regroupe 65 communes, est catégorisée dans les aires de 50 000 à moins de 200 000 habitants,.

### Occupation des sols
L'occupation des sols de la commune, telle qu'elle ressort de la base de données européenne d'occupation biophysique des sols Corine Land Cover (CLC), est marquée par l'importance des territoires agricoles (71,1 % en 2018), une proportion identique à celle de 1990 (71,1 %). La répartition détaillée en 2018 est la suivante : 
terres arables (59,8 %), zones urbanisées (23 %), prairies (11,3 %), zones industrielles ou commerciales et réseaux de communication (5,8 %), forêts (0,2 %). L'évolution de l'occupation des sols de la commune et de ses infrastructures peut être observée sur les différentes représentations cartographiques du territoire : la carte de Cassini (XVIIIe siècle), la carte d'état-major (1820-1866) et les cartes ou photos aériennes de l'IGN pour la période actuelle (1950 à aujourd'hui).

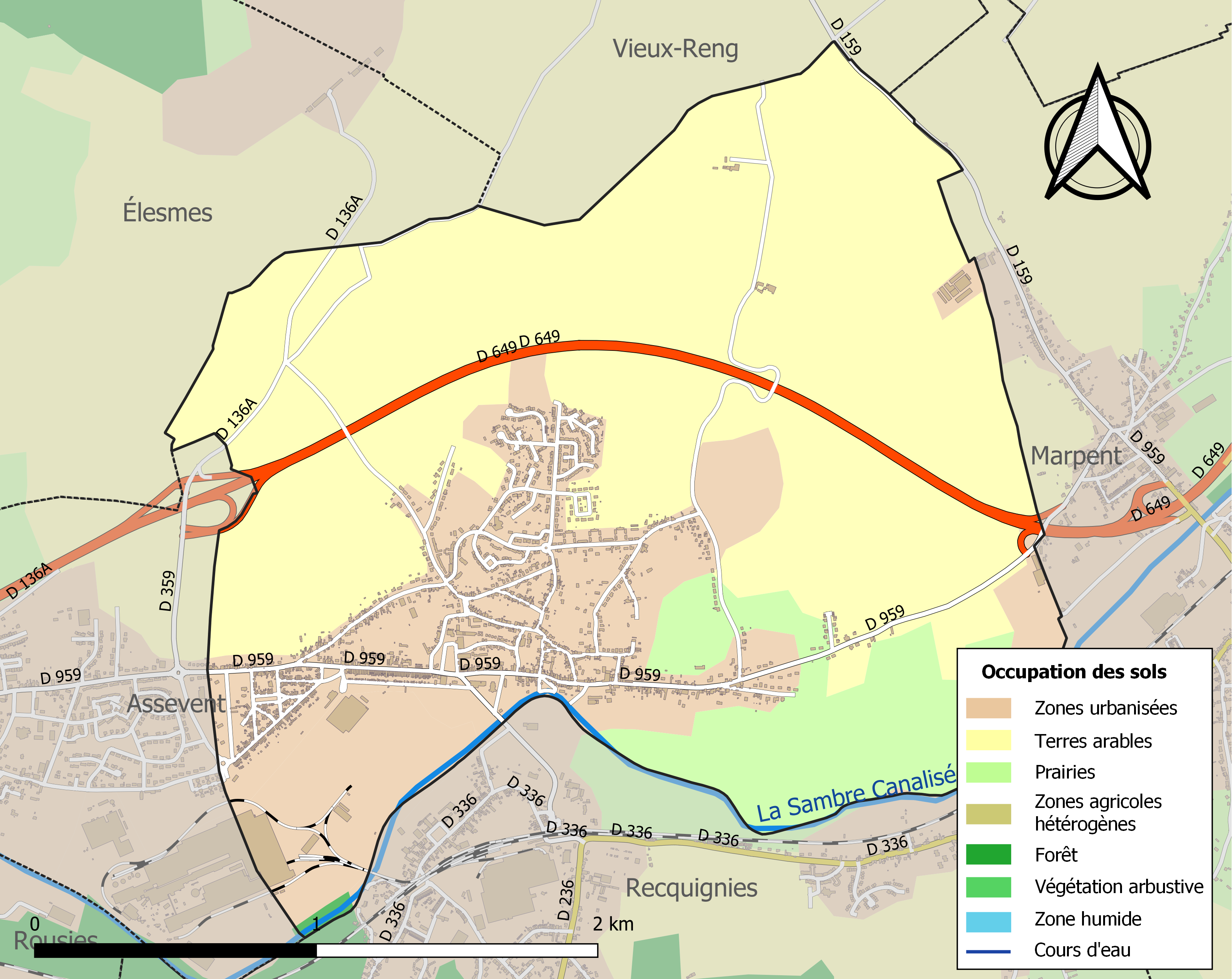
Carte des infrastructures et de l'occupation des sols de la commune en 2018 (CLC).

### Voies de communication et transports
La commune est desservie, en 2024, par les lignes A, 55, 61 et 64 du réseau Stibus.

## Histoire

### Origine
L'origine du village semble être l'établissement sur la voie romaine entre Bavay et Trèves, son nom évoluera au long des siècles pour passer du romain Buxetum (lieu planté de buis) à l'actuel Boussois.
En 1677, lors de la prise de Valenciennes par Louis XIV, l'église de Boussois est incendiée. L'église de Boussois relevait du chapitre de Maubeuge. Le curé qui la desservait était celui de Recquignies.

### La Seigneurie de Boussois
La Seigneurie de Boussois est détenue au XIIIe siècle par Gérard de Jauche, seigneur de Gomegnies.
En 1295, elle passe à Jean Sausses, chevalier, seigneur de Feignies, décédé avant 1333.
En 1333, elle appartient à la famille Du Bois De Haynne par héritage de Jean Sausset.
Au XIVe siècle, elle passe dans la famille De Sivry de Buath, seigneurs de Pottes et de Méricourt,. Un des membres de la famille fut prévôt de Maubeuge en 1577.
En 1482, Jacques Boullengier époux de Jossine Loscart, est signalé seigneur de Boussoit et Estrepy. Jacques Boulengier est dit époux de Louis Ruffault en 1507.
Jean Ruffault fait relief de la terre de Boussoit en 1530, en tant que mari de Jeanne Boulanger, fille d'Adrien, seigneur de Boussoit.
Charles Ruffault, fils des précédents  est signalé seigneur de Boussoit. Il teste en 1573
Jeanne de Ruffault dame de Boussois épouse Jean Longheppe. Elle est fille de Jean, seigneur de Neufville, Spienne, Lambersart, Mouveaulx, et de Jeanne le Boulanger, dame de Strépy et de Boussoit. Jeanne de Rffault prend pour époux, après contrat de mariage, Josse Wits, écuyer, seigneur de Berentrode. La même se marie ensuite avec Charles De Lannoy, seigneur de Hautpont et Bersée, fils de Martin et de Jacqueline Cotterel.
- Louise Ruffault, née après 1530, sœur de Jeanne épouse Jean De La Croix (fils de Jean et de Eléonore Resteau) né avant 1563, décédé le 31 novembre 1604[26], seigneur de Mairieux, La Glisoel, Lisseroel, Aspremont, Wastelin à Flers, Ruelle à Flers.... est signalé dame de Boussoit et de Wattelins, La Ruyelle, Mouvaux, Strépy, Boussoit. Elle est fille de Jean Seigneur de Neufville, Spienne, Lambersart, Mouveaulx, et de Jeanne le Boulanger, dame de Strépy et de Boussoit.
- Jeanne De La Croix, dame de Boussoit, fille de Jean et de Louise De Ruffault, épouse en 1604, Robert Du Chastel, fils de Nicolas et de Antoinette D'Avroult (famille d'Averhoult).
- On trouve aussi Jacques Danneux seigneur de Boussois (Baptême de Christine Marie Du Brasseur à Rocq le 16 novembre 1633).
- Robert François Du Chastel de la Howarderie, seigneur d'Inglinghem relève le 23 décembre 1679 la Terre de Boussoit qui lui était échu par la mort de Robert, son père le 24 décembre 1678.
- Le 26 janvier 1651, par lettres données à Madrid, Philippe d'Anneux, chevalier, baron de Crèvecœur, premier pair en Cambrésis, châtelain héréditaire de Cambrai, seigneur d'Abancourt, Rumilly, Saint-Souplet, Fontaine-au-Pire, etc., gouverneur d'Avesnes, bénéficie de l'érection de la terre et seigneurie de Grand-Wargnies (Wargnies-le-Grand) en marquisat, en y joignant les seigneuries de Boussois-sur-Sambre (Boussois)  et Bual en Hainaut[27].
- En 1688 le Marquis de Wargnies vend la seigneurie au chapitre de Maubeuge.

La Seigneurie de Boussois avait sous sa dépendance deux fiefs importants : le fief « de la Motte », consistant en un château avec exploitation agricole et relevant de la terre d'Aimeries ; et le second fief en plusieurs fermes et biens, relevant de la terre de Gommegnies.
Les autres fiefs :
En dehors de la Seigneurie de Boussois, il existait à Boussois trois autres fiefs importants, à savoir:
« la couture Maille », relevant de la pairie de Barbençon; le second comprenant diverses pièces de terres, relevant du Comte de Hainaut; le troisième comprenant une résidence enclose de fossés avec tourelles et 4 bonniers de prés, 6 journels de terres, et diverses rentes relevant de la mouvance de la cour d'Elesmes. Appelé peut-être le « Fort »: en 1412 Lionnes De Warelles (? de Ghoegnies) possède le Château et Forteresse de Boussoit, « du deshéritement fait par noble homme Lionnes de Warelles, Chevalier, d'un fief de dix livres de rente qui lui appartenoit sur le bois de Naste & qu'il avoit cédé avec trois autres fiefs non nommé, au profit du Comte de Hainaut, en échange du Château et forteresse de Boussoit & de quelques parties de cette terre qu'il lui avoit transportées & de l'adhéritement fait entre les mains de Gerard Engherant Receveur de Hainaut, pour & au profit du Comte de Hainaut. À mons en Hainaut, le 19 mai 1412 ». « Lionne de Ghoegnies Ecuyer. Fief à Boussoit ».
Les hommes de fiefs :
« Jean Asquillies Bourgeois de Mons. Fief à Boussoit. Jean de Cambray l'a acquis. Messire Nicole d'Anderlues a relevé. Jean Bruniaul fils Jean a relevé. ».
« Jean de Cambray. Fief à Boussoit-sur-Sambre. Messire Nicolas d'Anderlues par la mort dudit Jean de Cambray son cousin germain ».
« Nicholes de Condeit, chevalier, Sire de Moriaumes.... il reprend du château de Namur, les alleux dépendans du château de Bailleul, tant ceux à lui appartenant, que ceux appartenants à d'autres; savoir: onze vingt livrées de terres à Mairage et à Boussoit, appartenant à Sauses....; 25 livrées en la terre de Boussoit, appartenant à Oste d'Aysau ».
« Isabeau Marin veuve de Jean Ronghe, Bourgeois de Mons. Fief à Boussoit.
« Pierart Chisaire, Bourgeois de Binche. Fief à Boussoit. Jean Chisaire le tient. ».
« Colart de Lobbes dmt. à Enghien. Fief à Boussoit. Aulnes de Lobbes fille dudit Colart épouse d'Englebert de Bures a relevé. ».
« Clais de Lobbes dmt. à Enghien. Fief à Boussoit. ».
« Willaume de le Joye Receveur des mortes-mains du Hainaut. Fief au terroir de Boussoit. Quantin Canars à causse de Dlle. Jeanne Nockars son épouse. Ledit Quentin à cause de Quentin son fils par la mort de Jeanne Nocarde. »
« Wilaume Helins Bourgeois de Mons à cause de Cathe. de Hoves son épouse. Fief à Boussoit. »
La seigneurie de Marpineau ou ferme du Fagnet :
À l'extrémité Nord, à droite du bois d'Ourdain, se situait la ferme du Fagnet, encore appelée Seigneurie de Marpineau, composée d'un château avec ses dépendances qui appartint pendant longtemps aux sires de L'Esclatière.
Au XVIe siècle elle appartient à la famille Pottier qui possédait aussi jusqu'au début de XVIIe celle de Dour (20 km SW de Mons).
Toussaint Pottier vivait à Mons en 1468 originaire du pays de Liège (GBM No 6 page 46), il épouse en secondes noces Jeanne Hauwin (Haussin), dont : Jean Pottier, seigneur de Dour et de Beaufort, il épouse Jeanne Duchatelle dite Wyart, dont : Vincent Pottier, décédé en 1554, qui épouse Marie De La Same (elle épouse en secondes noces en 1555 Jean GALOPIN - GBM No 1 page 53), fille Philippe, seigneur de Quievrechain et de Jeanne Leboucq dont : Philippe Pottier époux de Jeanne Tricart (GBM No 8 page 42), fille de Jean et de Nicole Joye. Il est signalé seigneur de Marpineau et Hausin à son décès en 1622 : dont : Philippe Pottier qui épouse en 1610 Jacqueline Adam, fille d'André et de Jacqueline Buisseret, dont : Anne Thérèse Pottier, dame de Marpineau qui épouse avant 1650, Jacques Descamps, seigneur de Mauville, Vaussard... Ecuyer.
Jean Baptiste Descamps, leur fils, écuyer, seigneur de Bettrechies, Roussoye et Mauville, hérite de la seigneurie de Marpineau.
Elle passe dans la famille Bureau de L'Esclatière par le mariage avant 1695, de François Joseph Burea avec Anne Marie Ursule Descamps.

### XXesiècle
Le 6 septembre 1914, seize habitants de Boussois- Recquignies furent tués par l'armée allemande.

#### Les glaces de Boussois
1898 : Création par Georges Despret des Glaceries de Charleroi, plus connues sous l'appellation des Glacerie de Boussois.
1908 : Fusion de Jeumont, Recquignies et Boussois. Naissance des Compagnies réunies des glaces et verres spéciaux du Nord de la France.
1914 : Destruction des 3 sites. Seul le site de Boussois sera reconstruit et se lance dans la production de verre pour automobile à la fin des années 1920. L'effectif grimpe jusqu'à 2 500 employés avant la seconde guerre mondiale.
1966 : Le site est le premier en France à se convertir au "verre flotté" (floot glass), procédé révolutionnaire permettant d'obtenir une surface parfaitement lisse, en versant le verre en fusion sur un bain d'étain fondu.
1972 : Intégration des Glaces dans le groupe BSN (Boussois - Souchon - Neuvesel).
1982 : Boussois devient une filiale de PPG (Pittsburgh Plat Glass).
1988 : Le site est repris par le groupe Glaverbel qui deviendra une filiale japonaise de AGC (Asahi Glass Company) puis AGC Glass Europe en 2010.
En 1900, l'essor industriel de la cité passera par la construction des glaces de Boussois, usine de fabrication du verre qui comptera jusqu'à 2 000 salariés, et fera passer la ville de moins de 1 000 habitants à plus de 3 000 aujourd'hui. Les Glaces de Boussois prendront une part importante dans le développement de la ville par la construction de bâtiments (l'église Saint-Martin, un Foyer des travailleurs...) et d'un quartier d'habitation complet de la ville. Ce quartier, nommé la Cité du Maroc (baptisée ainsi en raison du soleil censé illuminer cette cité laborieuse), fut construite au début du XXe siècle à côté de l'usine. Ces habitations existent toujours.GC.

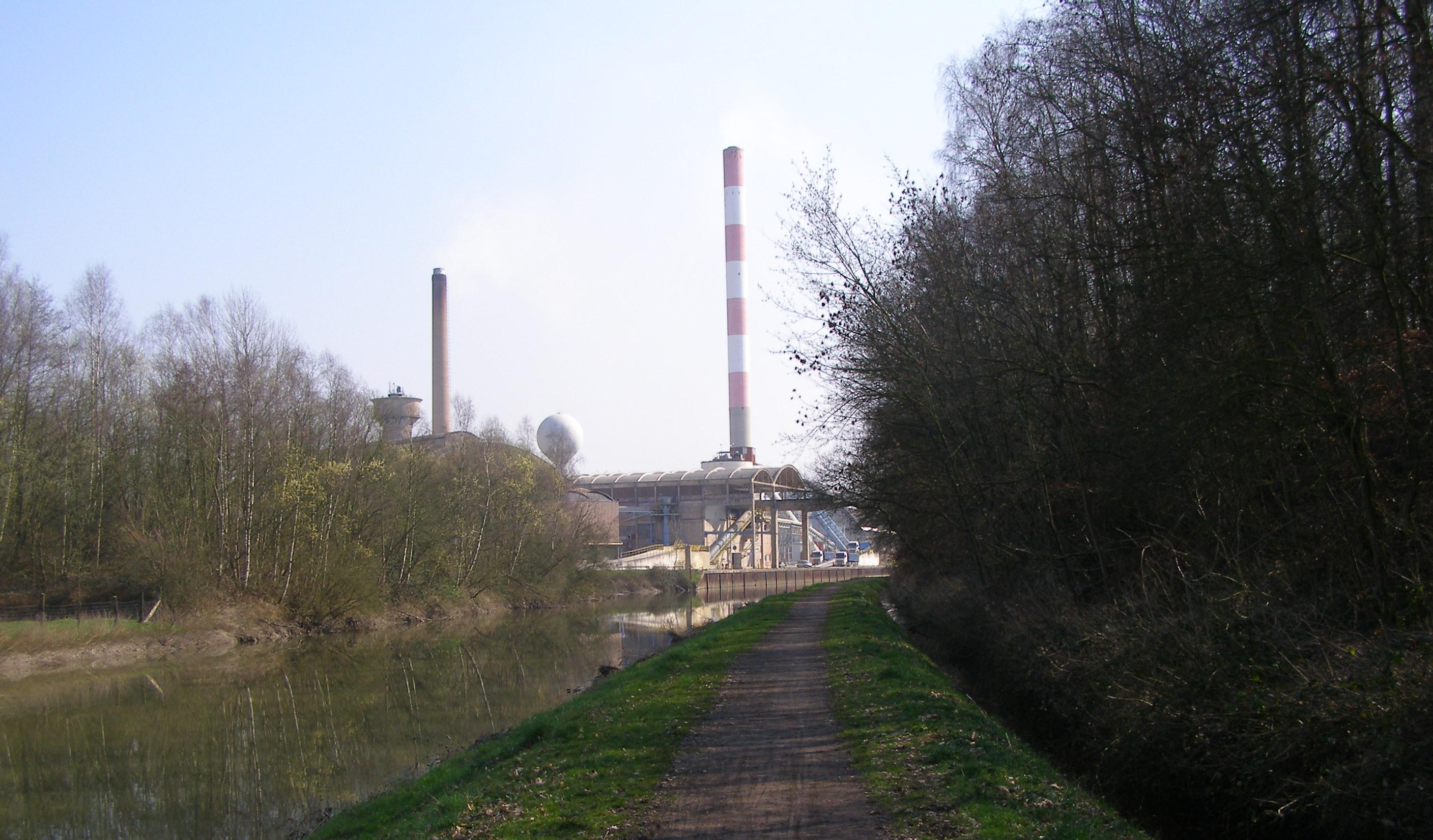
Les ex-glaces de Boussois.
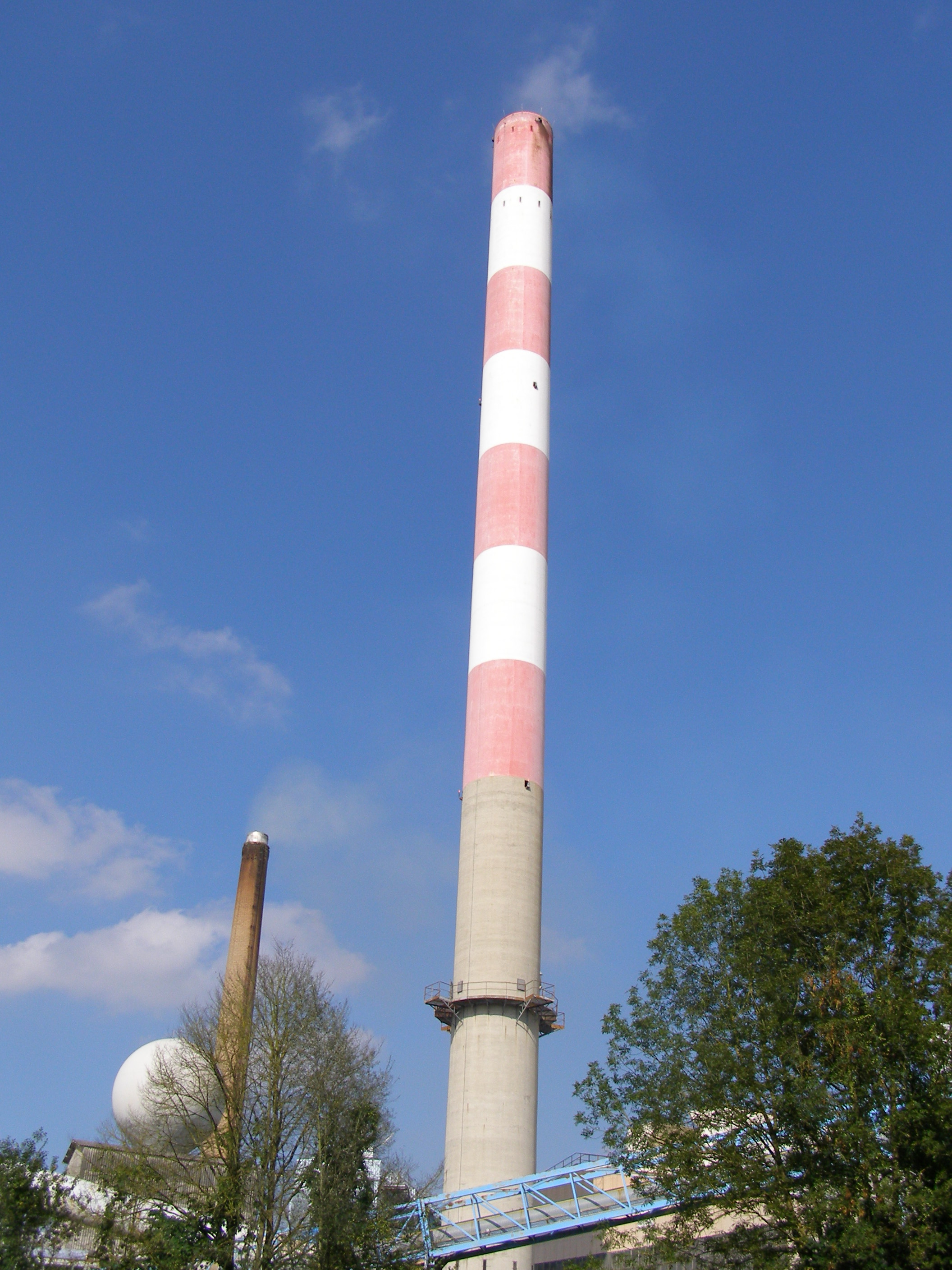
La grande cheminée des glaces de Boussois.
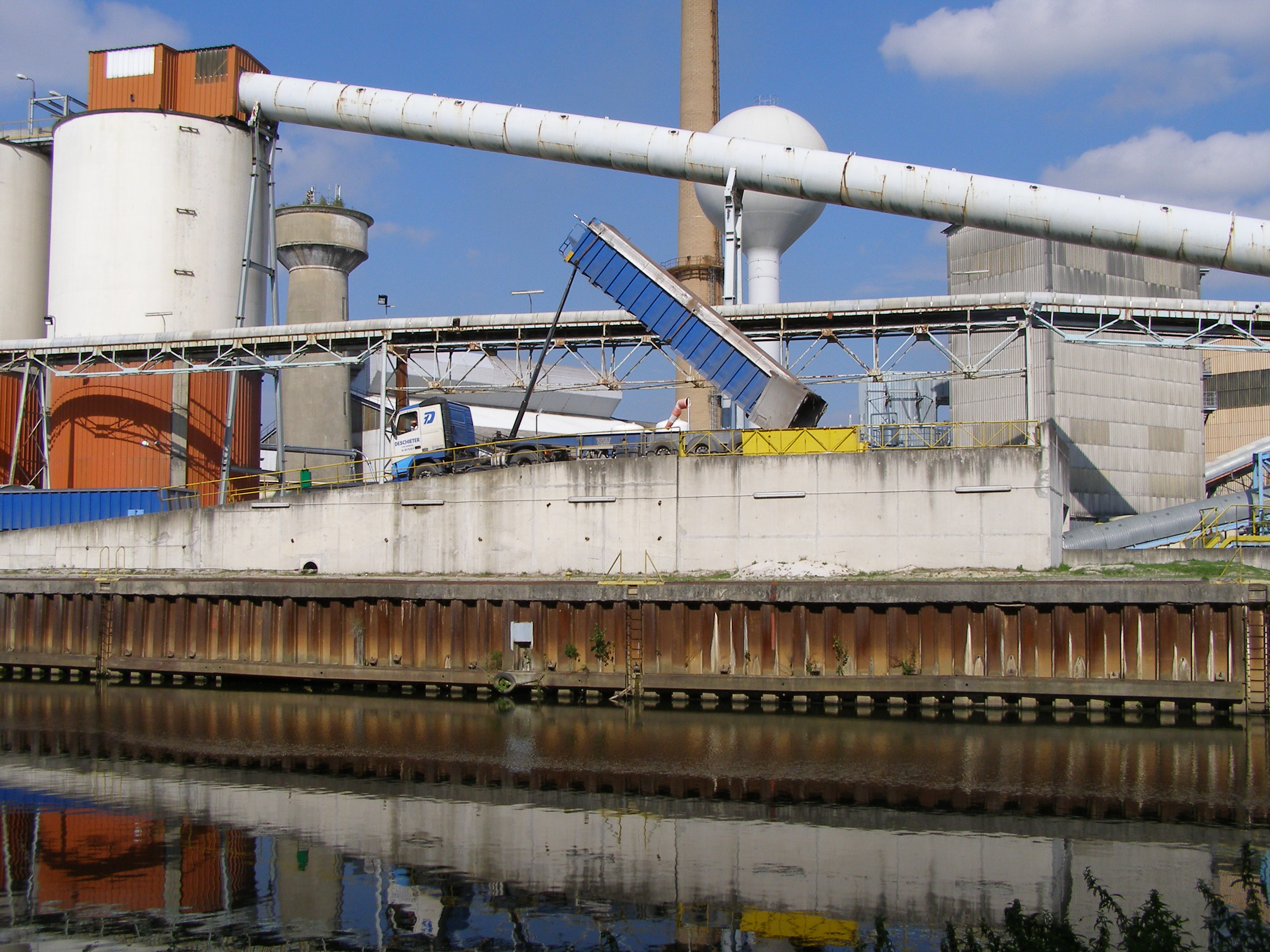
Déchargement aux glaces de Boussois.
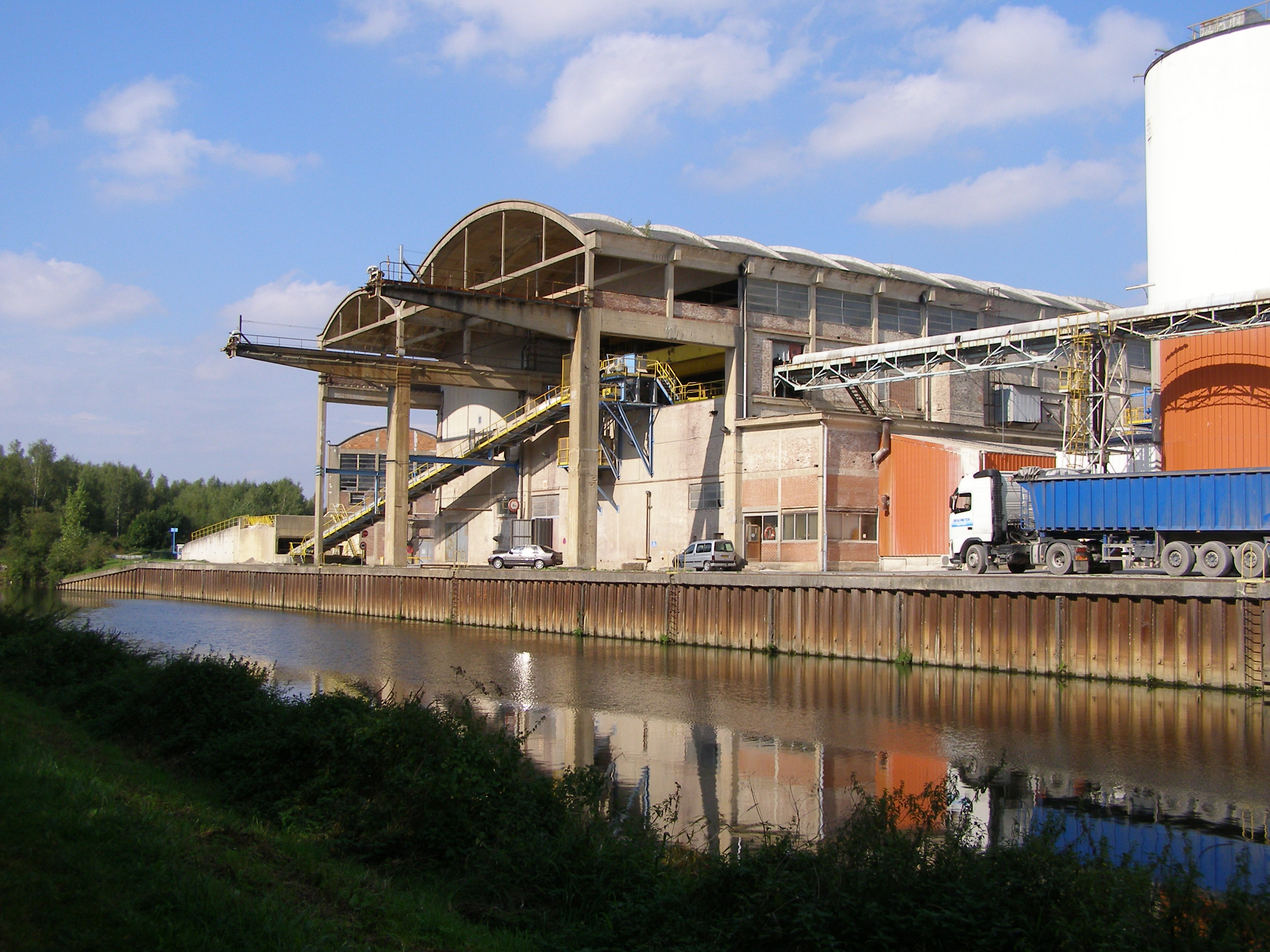
L'entrée des camions aux glaces de Boussois.
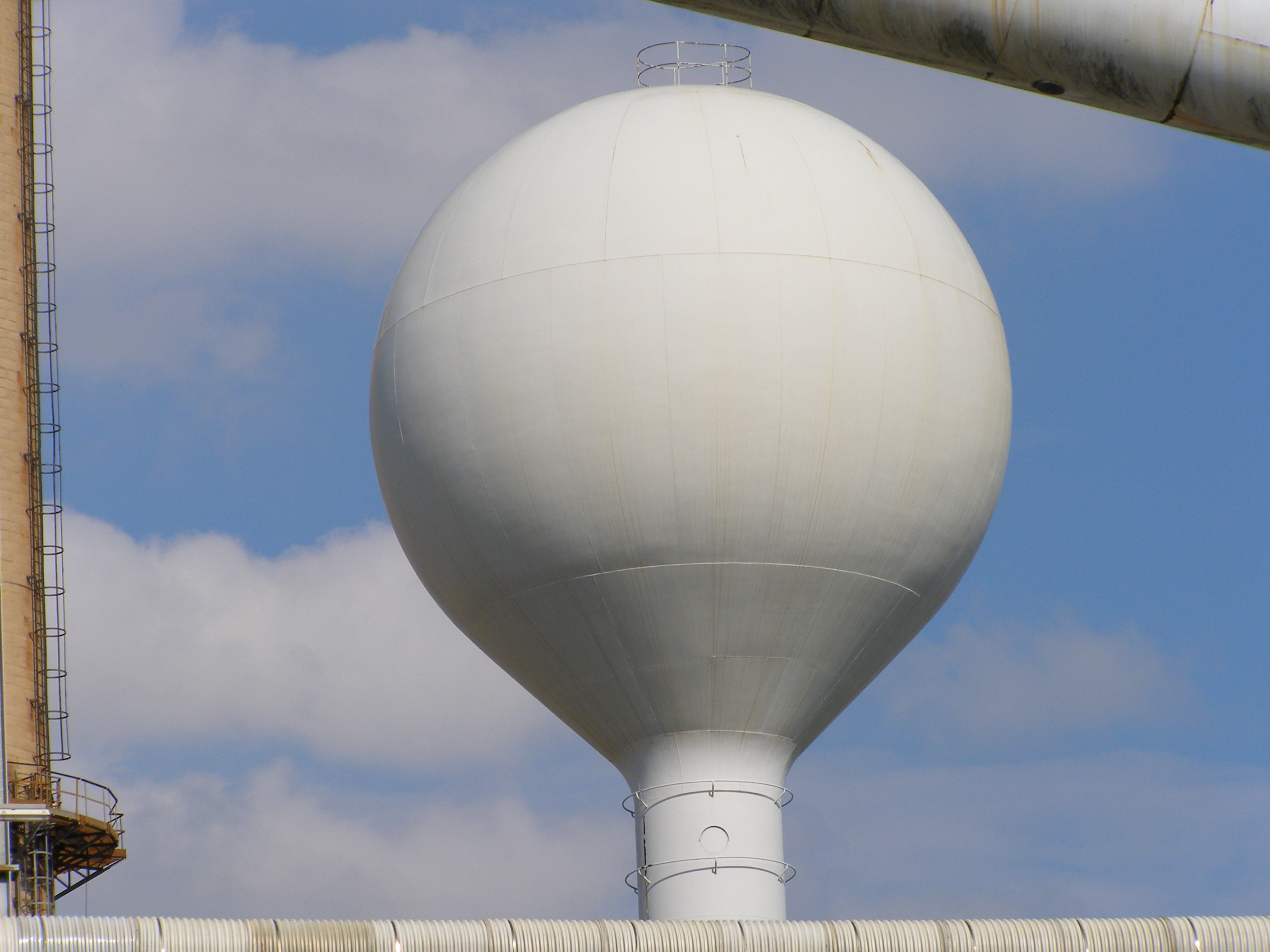
Le ballon réservoir.

#### Fort de Boussois
La ville possède l'un des édifices militaires, le fort de Boussois, qui faisait partie d'un ensemble de forts et de constructions militaires construits autour de Maubeuge pour la protection de la ville. Ces constructions militaires font partie du secteur fortifié de Maubeuge de la ligne Maginot.

## Politique et administration

### Liste des maires
Maire de 1802 à 1808 : Alexandre Dejardin,.
Maire en 1939 : Bars (Bara?).
| Période                                  | Période                       | Identité                   | Étiquette | Qualité                                                                 |
| ---------------------------------------- | ----------------------------- | -------------------------- | --------- | ----------------------------------------------------------------------- |
| Les données manquantes sont à compléter. |                               |                            |           |                                                                         |
| 1897                                     | 1908                          | Ernest Wallerand           |           |                                                                         |
| Les données manquantes sont à compléter. |                               |                            |           |                                                                         |
| 1917                                     | 1919                          | Ernest Wallerand           |           |                                                                         |
| Les données manquantes sont à compléter. |                               |                            |           |                                                                         |
| ca. 1929                                 |                               | Alfred Bara                |           |                                                                         |
| Les données manquantes sont à compléter. |                               |                            |           |                                                                         |
| septembre 1944                           | mai 1945                      | Robert Wéry                | FN        | Président du Comité local de libération                                 |
| mai 1945                                 | mars 1977                     | René Vroonhove (1909-1995) | PCF       | Ouvrier mouleur                                                         |
| mars 1977                                | février 1997                  | Georges Woivré (1927-1997) | PCF       | Décédé en fonction                                                      |
| mars 1997                                | En cours (au 19 janvier 2021) | Jean-Claude Maret          | PCF       | Formateur Réélu pour le mandat 2014-2020 Réélu pour le mandat 2020-2026 |

## Population et société

### Démographie

#### Évolution démographique
L'évolution du nombre d'habitants est connue à travers les recensements de la population effectués dans la commune depuis 1793. Pour les communes de moins de 10 000 habitants, une enquête de recensement portant sur toute la population est réalisée tous les cinq ans, les populations de référence des années intermédiaires étant quant à elles estimées par interpolation ou extrapolation. Pour la commune, le premier recensement exhaustif entrant dans le cadre du nouveau dispositif a été réalisé en 2006.

En 2022, la commune comptait 3 139 habitants, en évolution de −3,27 % par rapport à 2016 (Nord : +0,51 %, France hors Mayotte : +2,11 %).
| 1793 | 1800 | 1806 | 1821 | 1831 | 1836 | 1841 | 1846 | 1851 |
| ---- | ---- | ---- | ---- | ---- | ---- | ---- | ---- | ---- |
| 372  | 242  | 279  | 292  | 355  | 352  | 362  | 407  | 426  |

| 1856 | 1861 | 1866 | 1872 | 1876 | 1881 | 1886 | 1891 | 1896 |
| ---- | ---- | ---- | ---- | ---- | ---- | ---- | ---- | ---- |
| 450  | 529  | 542  | 519  | 537  | 679  | 628  | 837  | 868  |

| 1901  | 1906  | 1911  | 1921  | 1926  | 1931  | 1936  | 1946  | 1954  |
| ----- | ----- | ----- | ----- | ----- | ----- | ----- | ----- | ----- |
| 1 310 | 1 370 | 1 549 | 1 770 | 2 538 | 2 519 | 2 531 | 2 242 | 2 870 |

| 1962  | 1968  | 1975  | 1982  | 1990  | 1999  | 2006  | 2011  | 2016  |
| ----- | ----- | ----- | ----- | ----- | ----- | ----- | ----- | ----- |
| 3 319 | 3 575 | 3 531 | 3 483 | 3 461 | 3 449 | 3 336 | 3 237 | 3 245 |

| 2021  | 2022  | - | - | - | - | - | - | - |
| ----- | ----- | - | - | - | - | - | - | - |
| 3 157 | 3 139 | - | - | - | - | - | - | - |

#### Pyramide des âges
La population de la commune est relativement jeune.
En 2018, le taux de personnes d'un âge inférieur à 30 ans s'élève à 37,3 %, soit en dessous de la moyenne départementale (39,5 %). À l'inverse, le taux de personnes d'âge supérieur à 60 ans est de 23,7 % la même année, alors qu'il est de 22,5 % au niveau départemental.
En 2018, la commune comptait 1 548 hommes pour 1 664 femmes, soit un taux de 51,81 % de femmes, légèrement supérieur au taux départemental (51,77 %).
Les pyramides des âges de la commune et du département s'établissent comme suit.
| Hommes | Classe d’âge | Femmes |
| ------ | ------------ | ------ |
| 0,1    | 90 ou +      | 1,2    |
| 6,0    | 75-89 ans    | 9,3    |
| 14,4   | 60-74 ans    | 16,4   |
| 19,8   | 45-59 ans    | 19,5   |
| 19,3   | 30-44 ans    | 19,2   |
| 17,6   | 15-29 ans    | 16,3   |
| 22,8   | 0-14 ans     | 18,2   |

| Hommes | Classe d’âge | Femmes |
| ------ | ------------ | ------ |
| 0,5    | 90 ou +      | 1,4    |
| 5,3    | 75-89 ans    | 8,1    |
| 14,8   | 60-74 ans    | 16,2   |
| 19,1   | 45-59 ans    | 18,4   |
| 19,5   | 30-44 ans    | 18,7   |
| 20,7   | 15-29 ans    | 19,1   |
| 20,2   | 0-14 ans     | 18     |

### Enseignement
Boussois fait partie de l'académie de Lille.

## Culture locale et patrimoine

### Lieux et monuments
- L'église Saint-Martin, dite Notre-Dame des Glaces, construite avec l'aide des ouvriers des Glaces de Boussois, fut terminée trois ans après le début des travaux en 1926, classée monument historique.
- La Cité des fleurs, un ensemble de 74 logements, 1948, par Lurçat et Normand, architectes-urbanistes, classée.
- Un groupe de maisons dans la Cité ouvrière dite cité du Maroc, 1901, classée.
- Le kiosque à musique, type kiosque à concert, peu après 1918, dans la Cité ouvrière dite Cité du Maroc. Il y a deux types de kiosques à musique dans l'Avesnois : le kiosque à danser, surélevé, permettant à un petit l'orchestre de jouer au-dessus des danseurs et le kiosque à concert, qui peut accueillir un orchestre plus grand.
- La Glacerie de Boussois, 1899, 1935, classée.
- Musée de la Mémoire Verrière de Boussois.
- La maison des travailleurs, actuelle maison de la citoyenneté.
- Plusieurs monuments aux morts, commémorant des morts de guerres diverses.
- Les bords de la Sambre.

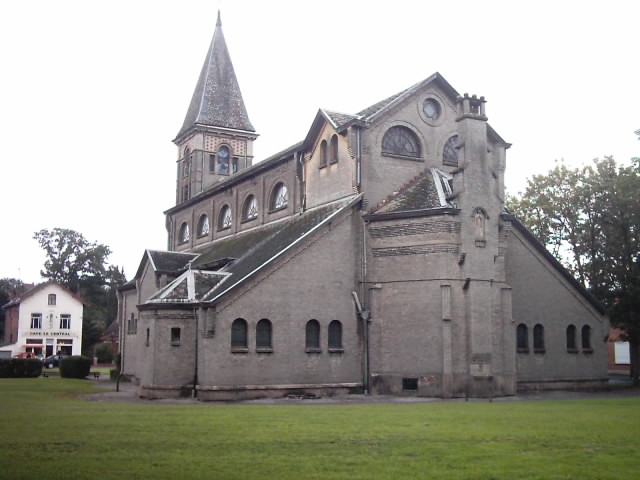
Église Saint-Martin.
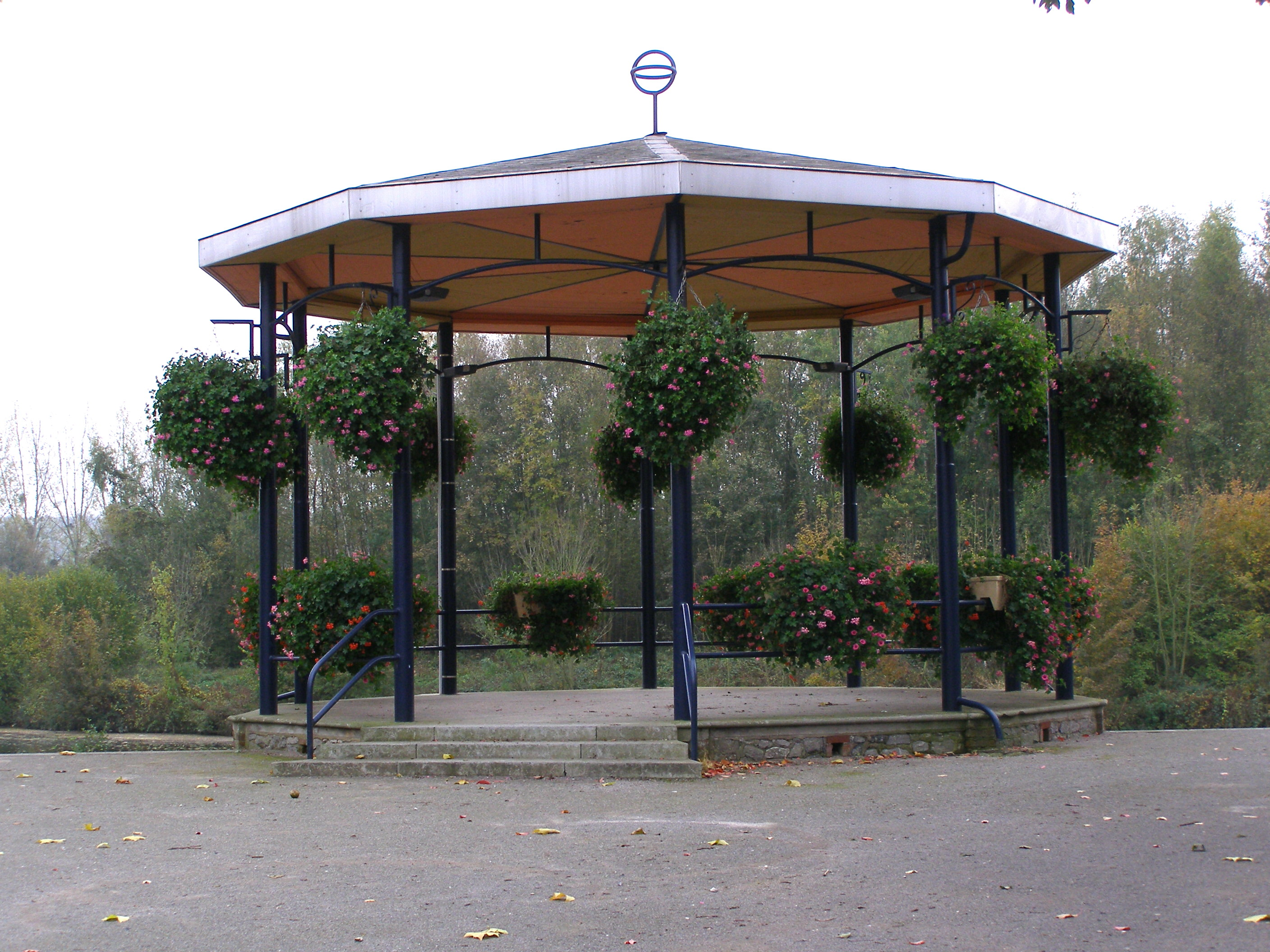
Kiosque à musique.
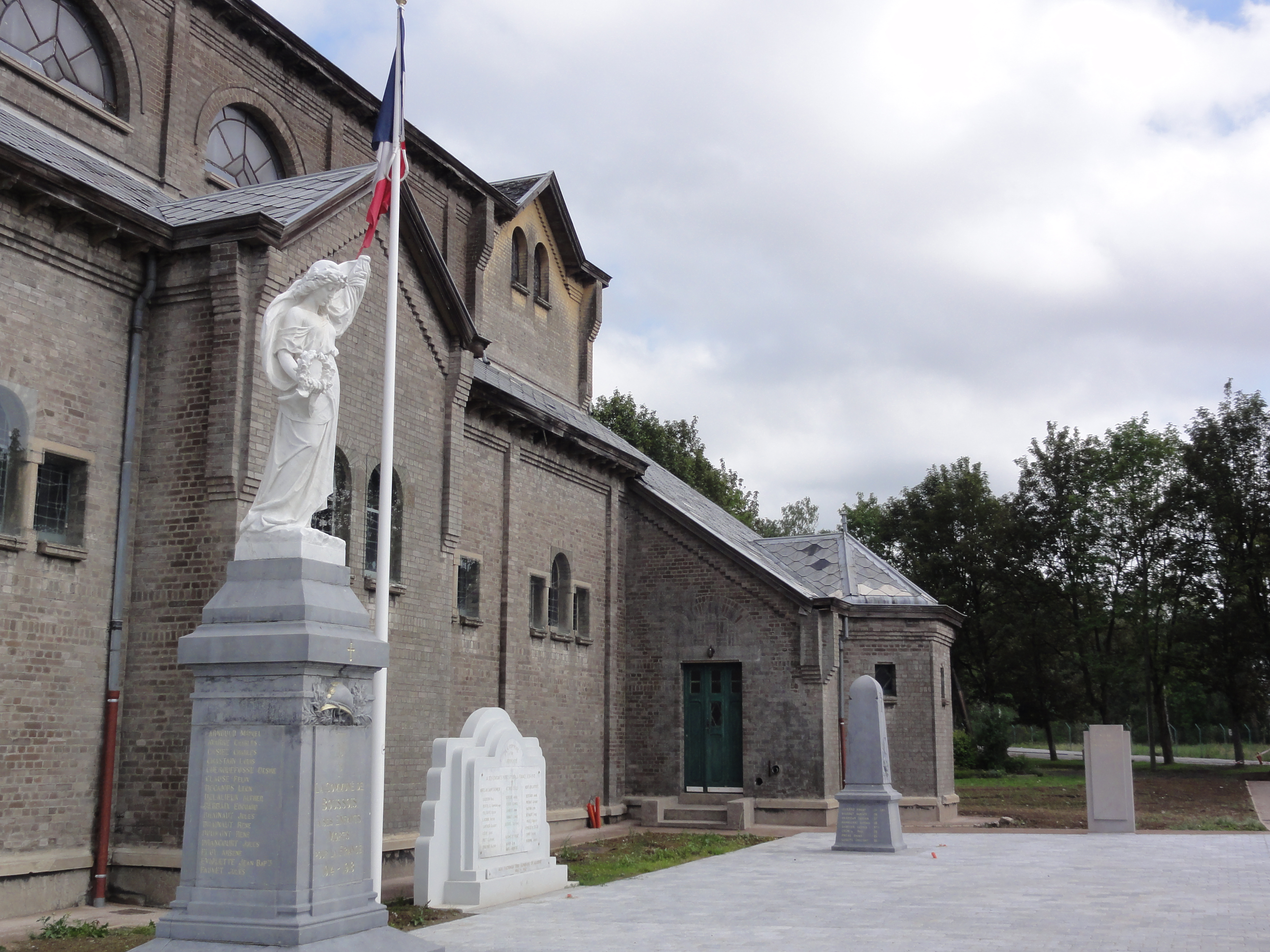
Les monuments aux morts.
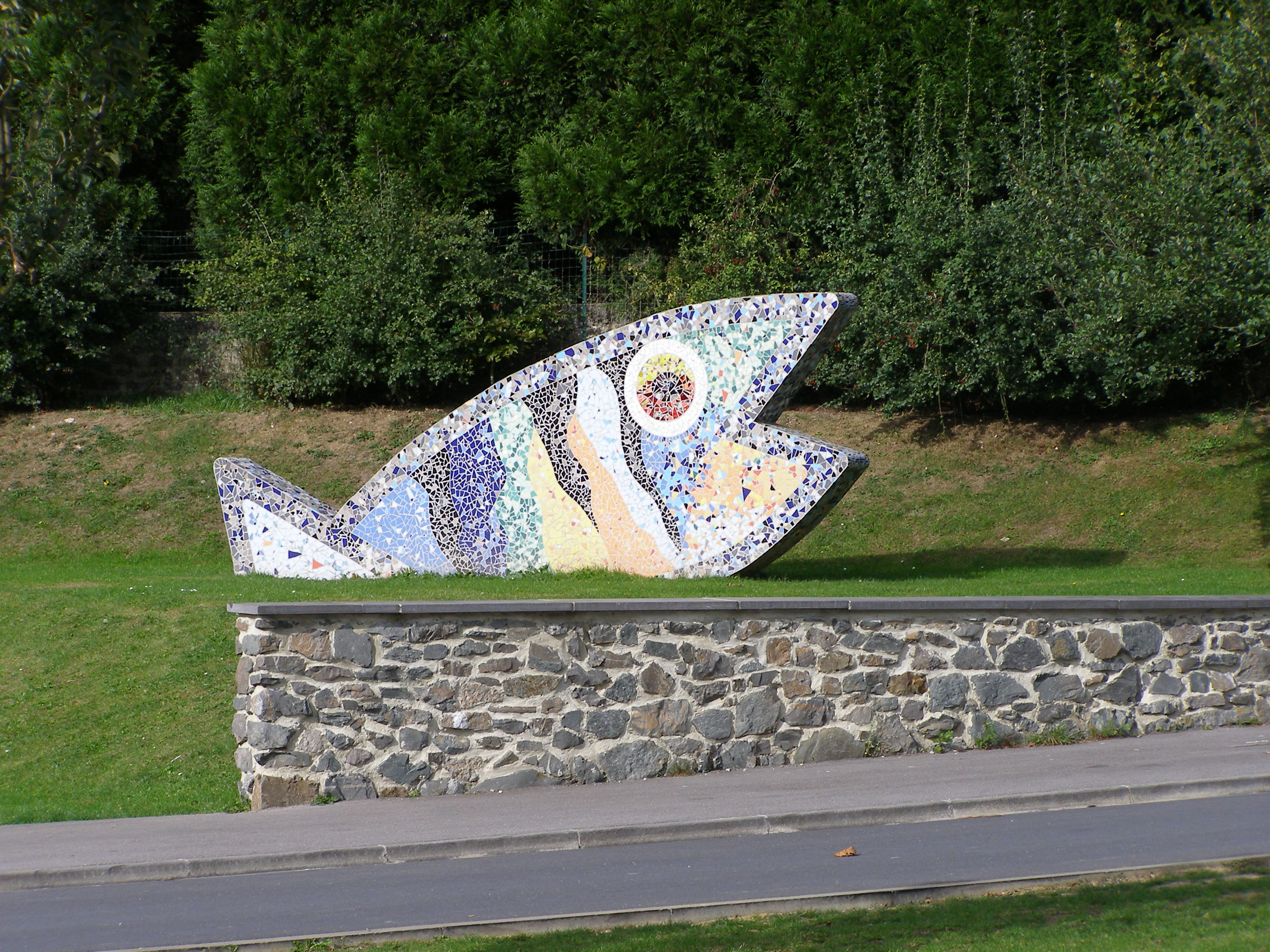
Poisson en mosaïque.
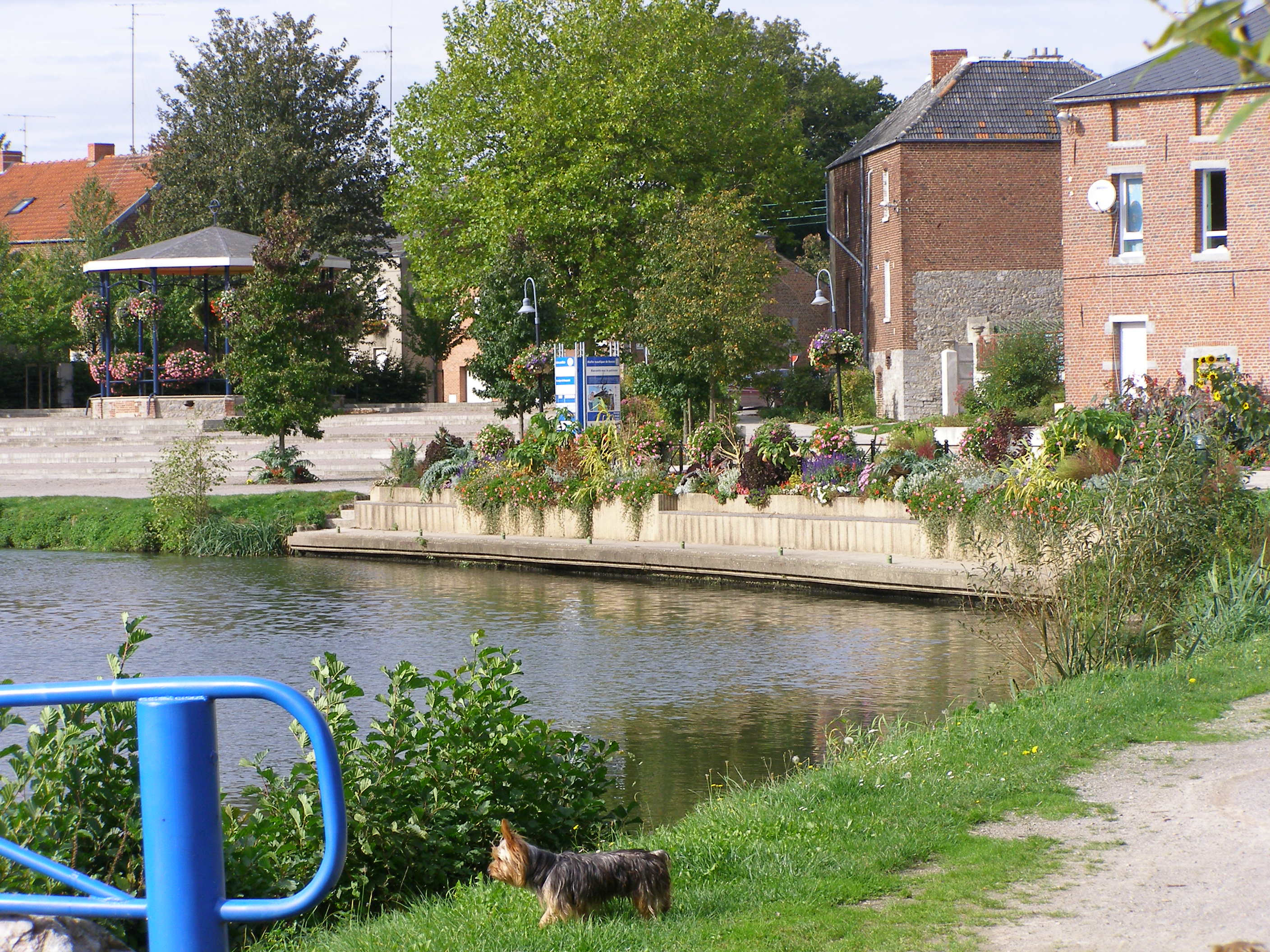
Le bord de la Sambre.

### Personnalités liées à la commune
Georges Despret, industriel, verrier, re-découvreur des pâtes de verre à l'antique.

### Héraldique
| Blason de Boussois | Blason  | Burelé d'argent et d'azur de douze pièces.                                          |
| Blason de Boussois | Détails | Ce sont les armes des De Montigny. Le statut officiel du blason reste à déterminer. |

## Pour approfondir